# Einzelpartikelverfolgung

Prinzip der Einzelpartikelverfolgung: Die Rechtecke repräsentieren einzelne Bilder einer Zeitserie. Die verfolgten Teilchen sind rot markiert, und im letzten Bild sind die rekonstruierten Trajektorien als blaue Linien gezeigt.

Einzelpartikelverfolgung, Einzelteilchenverfolgung oder üblicher englisch single-particle tracking (SPT) ist eine Messmethode der Physik und vor allem der Biophysik, mit der die Bahnkurven vieler (mikroskopischer) Teilchen in einem Medium (z. B. einer Flüssigkeit oder Zelle) einzeln erfasst werden können. Sie erlaubt es, die Brown’sche Molekularbewegung direkt zu beobachten und zu quantifizieren.

## Beschreibung
Einzelpartikelverfolgung wird häufig in Verbindung mit verschiedenen fluoreszenzmikroskopischen Verfahren verwendet. Die zu verfolgenden Teilchen werden dann mit einem Fluoreszenzfarbstoff markiert. Liegen sie in einer so geringen Konzentration vor, dass einzelne Teilchen im Mikroskopiebild unterschieden und lokalisiert werden können, so kann Einzelpartikelverfolgung angewendet werden. Man nimmt dann eine schnelle Serie von Bildern auf und lokalisiert in jedem dieser Bilder die Teilchen. Dies ergibt für jedes Bild {\displaystyle t} der Serie einen Satz von Koordinate {\displaystyle {\vec {x}}_{i}(t)} der Teilchen {\displaystyle i}. Danach wird versucht, die Teilchenpositionen aus zwei (oder mehr) aufeinanderfolgenden Bildern einem Teilchen zuzuordnen, sodass man Trajektorien für die Teilchen erhält (Tracking). Oft ordnet man dann diejenigen Positionen {\displaystyle {\vec {x}}_{i}(t)} und {\displaystyle {\vec {x}}_{j}(t+1)} aus zwei aufeinanderfolgenden Bilder einander zu, die den geringsten Abstand zueinander haben.
Dieses Verfahren ergibt dann einen Satz von Trajektorien {\displaystyle {\vec {x}}_{i}(t)}, die einer weiteren statistischen Auswertung zugeführt werden können, um etwa Diffusionskoeffizienten oder Transportgeschwindigkeiten zu berechnen. Verschiedene Diffusionsprozesse (normale Diffusion, anomale Diffusion, Diffusion in abgeschlossenen Poren, gerichteter Transport durch Motorproteine entlang Aktin-Filamenten) können durch die Berechnung der mittleren quadratischen Verschiebung unterschieden werden.
Wie auch bei fluorescence recovery after photobleaching (FRAP) kann leicht eine mobile von einer immobilen Fraktion (z. B. im Fall eines gebundenen Rezeptors an die extrazelluläre Matrix oder das Cytoskelett) unterschieden werden. Darüber hinaus können unterschiedlich schnell diffundierende Fraktionen (z. B. bei Oligomerisierung) quantifiziert werden.
Neben der mittleren quadratischen Verschiebung kann außerdem der mittlere Winkel zwischen aufeinanderfolgenden Verschiebungen bestimmt werden, der ein Maß für die Gerichtetheit der jeweiligen Trajektorie ist.

## Mikroskopieverfahren
Für die Einzelpartikelverfolgung geeignete Fluoreszenzmikroskopieverfahren sind z. B.
- Interne Totalreflexionsfluoreszenzmikroskopie (TIRF)[6]
- Lichtscheibenmikroskopie (LSFM)[7][8]

Darüber hinaus ist scanning confocal microscopy geeignet. Dabei kann immer nur ein einzelnes Teilchen verfolgt werden, dafür aber mit höherer zeitlicher Auflösung. Zum Beispiel kann der Fokus eines Konfokalmikroskops stetig in Kreisen um ein zu verfolgendes Teilchen geführt werden. Bewegt es sich, so ist die Fluoreszenzverteilung auf der Kreisbahn nicht mehr überall gleich und der Umlaufkreis des Fokus kann entsprechend verschoben werden. Die Trajektorie des Teilchens ergibt sich dann über die sukzessiven Positionen des Umlaufkreises.

## Auflösung
Kamera-basierte Verfahren erreichen zeitliche Auflösungen im Bereich 1–100 ms. Mit sehr schnellen Kameras können Auflösungen von bis zu 25 µs erreicht werden.
Die räumliche Auflösung ist typischerweise besser als die Auflösung des Mikroskopieverfahrens (Faktor 1–5, oder 20–100 nm), da die Position eines einzelnen Fluorophors mit Sub-Pixel-Präzision bestimmt werden kann (siehe Photoactivated Localization Microscopy).